# Francis Herbert Bradley
Francis Herbert Bradley (30. ledna 1846 Clapham – 18. září 1924 Oxford) byl britský filozof, představitel britského idealismu.

## Filozofické názory
Ve svém díle kombinoval monismus s absolutním idealismem, odmítl přitom britskou utilitaristickou a empiricistickou tradici (Locke, Hume, Mill). Pragmatická stanoviska zastával jen v morální filozofii, kde odmítal pojetí individuálního já, věřil jen v já sociální. To hledá v sociální sféře oporu pro své dva ideály „dobré já“ či „špatné já“. Ideální oporou dobrého já je dle Bradleyho náboženství. Jeho nejznámější prací je kniha Jev a skutečnost (anglicky Appearance and Reality). Za svého života byl Bradley mimořádně ceněn, po jeho smrti však vliv britského idealismu negovala nová silná vlna britské analytické filozofie (Russel, Frege, Moore).

## Dílo
- Ethical Studies (1876)
- The Presuppositions Of Critical History (1876)
- The Principles of Logic (1883)
- Appearance and Reality (1893)
- Essays on Truth and Reality (1914)
- Collected Essays (1935)